# Zwierzę bez nogi
Zwierzę bez nogi – album studyjny duetu hip-hopowego Fisza i Emade. Wydawnictwo ukazało się 30 listopada 2011 roku nakładem wydawnictwa Agora S.A. Płytę poprzedził wydany 22 października, także 2011 roku singel do utworu tytułowego.
Nagrania dotarły do 26. miejsca zestawienia ZPAV Top 100 w marcu 2012 roku. Także w 2012 roku płyta została wyróżniona nagrodą polskiego przemysłu fonograficznego Fryderykiem w kategorii album roku hip hop/r&b/reggae.

## Lista utworów
Opracowano na podstawie materiału źródłowego.
1. "Panie, panowie..."
2. "Napoleon"
3. "Zwierzę bez nogi"
4. "Dziecko we mgle"
5. "Klon"
6. "Myśliwy"
7. "Tak to robimy"
8. "Gołąb nawigator"
9. "Nie3nie6nie7"
10. "Epromenator I"
11. "2MC"
12. "Jesteś tam?"
13. "1978"
14. "To nie mój problem" ("Check Your Head" Tribute)
15. "Zwierzę bez nogi" (Remix)
16. "Dziecko we mgle" (Remix)
17. "Jesteś tam?" (Remix)
18. "Epromenator II"